# Pomnik Włodzimierza Lenina w Kijowie
Pomnik Włodzimierza Lenina w Kijowie – nieistniejący obecnie pomnik Włodzimierza Lenina, stojący w Kijowie w latach 1946–2013.
Pomnik zaprojektowany został przez Siergieja Mierkurowa. Jego odsłonięcia dokonano w roku 1946. Po rozpadzie ZSRR pomnik był kilkukrotnie dewastowany, m.in. w 2009 uszkodzono nos i rękę, które zostały później naprawione. Ostatecznie prawie 3,5-metrowa figura została zniszczona 8 grudnia 2013 roku, w czasie trwających m.in. w Kijowie masowych demonstracji. Po przewróceniu pomnika za pomocą żelaznych lin został on rozbity na kawałki.